# Nazione X
Nazione X (Nation X) è un arco narrativo crossover che si sviluppa sulle pagine di Uncanny X-Men. Pubblicato dalla Marvel Comics dal settembre 2009 al marzo 2010, si focalizza sulle conseguenze di Utopia e il ritorno di Magneto fra gli X-Men.

## Storia editoriale
Assieme alla storia principale su Uncanny X-Men e una parallela su X-Men: Legacy per i testi di Mike Carey e i disegni di Daniel Acuña, è stata pubblicata anche una miniserie di quattro numeri intitolata Nation X, sceneggiata da vari autori affiancati da numerosi artisti, riguardante le reazioni di alcuni personaggi al trasferimento su Utopia ed un albo fuori collana dedicato ad X-Factor, dal titolo Nation X: X-Factor, sempre sceneggiato da Peter David e disegnato da Valentine De Landro. Oltre a ciò, un tie-in non ufficiale è stato pubblicato selle pagine di Deadpool ad opera di Daniel Way e Paco Medina.

## Trama

### Uncanny X-Men
Impegnato nella cucina del suo nuovo ristorante Scalphunter viene attaccato e catturato da alcuni misteriosi avversari, mentre su Utopia Psylocke interrompe la riunione dei vertici degli X-Men per comunicare la morte del Dr. Takiguchi. Ritornato a San Francisco per una riunione con il sindaco, a Ciclope viene assicurato che nessuno è deciso a dare la caccia ai mutanti e che l'isola riceverà provviste giornaliere di tutti i generi di prima necessità. Alle Greymalkin Industries, intanto, Danger accetta la proposta di Emma Frost di trasferire, prendersi cura e rieducare i prigionieri confinati nel Carcere X, mentre su Utopia Bestia celebra il funerale di Takiguchi. Tornato sull'isola, Scott litiga con Emma a proposito del suo comportamento freddo e scostante a causa delle energie spese per mantenere la forma adamantina in grado di contenere una scheggia di Void, venendo però interrotti dall'inaspettato arrivo di Magneto che, contrariamente a quanto temuto da Xavier, decide di abbandonare i metodi estremisti utilizzati in passato per unirsi agli X-Men. A New York City, Scalphunter accetta la proposta dei suoi aguzzini di trasportare in aereo sull'isola cinque esemplari di Predatore X modificati, tuttavia una volta giuntone in prossimità viene abbattuto da Ciclope precipitando nell'Oceano. Scoperta l'entità e il numero delle minacce, Namor e Magneto decidono di occuparsi separatamente di due di essi, mentre alcuni X-Men affrontano in gruppo i restanti. Sventato il pericolo, il collegamento telepatico garantito dalle Naiadi viene interrotto bruscamente quando la forza Fenice abbandona i loro corpi per una destinazione ignota. Preoccupato per la gestione delle difese dell'isola senza l'ausilio di un potente telepate, Ciclope con l'aiuto di Xavier e Psylocke decide di dare il via a un'operazione di soccorso psichico per estrarre Void dalla mente di Emma. Tuttavia, durante il procedimento il frammento di male passa nella sua psiche cercando di prenderne il controllo e venendo infine recluso in un remoto angolo della stessa grazie alla sua forza di volontà. Intanto, per prevenire l'affondamento di Utopia l'X-Club arruola Magneto nelle sue file anche se i suoi poteri si dimostrano insufficienti rendendo così necessario rivolgersi a Namor e proporgli di costruire un pilastro che la sostenga e attorno al quale gli atlantidei possano ricostruire la loro civiltà. Dopo una discussione con Uomo Ghiaccio, Bestia ormai insicuro della propria posizione su Utopia, ancora traumatizzato per le torture subite durante la rivolta e indignato per le affiliazioni di ambigui alleati decide di lasciare gli X-Men. Intenzionato a scoprire il mandante dei Predatori X, Ciclope invia a New York City Wolverine, Colosso e Psylocke che non esitano a calarsi nelle fogne per trovare l'ultimo mostro. Incappati in Fantomex scoprono che è stato ingaggiato per uccidere il Predatore rimasto e propostogli di unirsi a loro, rimangono meravigliati dal suo rifiuto. Seguite alcune tracce la squadra giunge al quartier generale della Sublime Corporation composta da Lobe, Verre, Thug, Burst e Bouncing Betty, tutti seguaci delle teorie sulla Terza Specie formulate da John Sublime, e danno inizio ad uno scontro nel quale l'intervento a sorpresa di Fantomex si rivela decisivo quando, come ultima mossa, Lobe libera la HX-N1 un ceppo influenzale letale per i mutanti. Spiegato che il loro scopo è quello di dotare chiunque di straordinari poteri (copiati ai mutanti tramite i naniti presenti nei Predatori X), la Sublime Corporation abbandona l'edificio mentre E.V.A. porta in salvo tutti. Quando su Utopia Magneto espone il suo piano di un pilastro, già parzialmente costruito dagli atlantidei, per permettere all'isola di restare a galla Ciclope lo riprende aspramente per non aver seguito le procedure e aver agito di propria iniziativa; deciso a conquistarne la fiducia, Magneto si arrampica su una delle cime del monte Tamalpais e comincia a meditare. Insospettiti dal suo comportamento Ciclope ed Emma lo trovano in uno stato profondo di catatonia; incapaci di aiutarlo a causa delle barriere che lo proteggono, mandano a chiamare l'X-Club. Scoperto che le sue intenzioni sono quelle di dirottare la traiettoria del missile in cui Kitty Pryde è intrappolata, Ciclope riunisce tutti gli X-Men mentre le Naiadi e Danger sono occupate a schermare la presenza della gigantesca asta di metallo agli abitanti della Terra. Al termine della lunga attesa, Magneto utilizza tutti suoi poteri per estrarre Kitty dal missile con inaspettate conseguenze: mentre lui cade in coma, la ragazza è incapace di solidificarsi e rimane intangibile forse a causa del trauma per aver dovuto mantenere attivo il suo potere per così tanto tempo.

### X-Men: Legacy
Mentre Emplate torna in vita tra le macerie della Xavier' School for Gifted Youngsters affamato di midollo mutante, su Utopia Rogue accetta la proposta di Ciclope di diventare consulente per la nuova generazione di mutanti. Pochi metri più in là all'interno del laboratorio dell'X-Club durante una diagnostica al sistema operativo di Danger, Madison Jeffries viene attaccato da Emplate ma fermato appena in tempo dall'arrivo degli X-Men che danno vita a uno scontro terminato con la fuga del malvagio. Riunita tutta la popolazione dell'isola, Ciclope l'informa della minaccia rappresentata dall'ex-nemico di Generation X, della sua necessità di cibarsi di midollo mutante per sopravvivere spostandosi fra dimensioni parallele e li avverte di non rimanere mai soli. A dispetto degli ordini ricevuti, pur di evitare l'ennesima dimostrazione di virilità fra Satiro e Rockslide, Bling si allontana dal resto del gruppo e viene rapita da Emplate che la porta nella sua casa cibandosene. Allertato dalle Naiadi, Ciclope raduna l'X-Club per mettere insieme una soluzione in grado di riportare indietro la ragazza ma l'intervento di Trance che afferma di riuscire ad attraversare la barriera dimensionale per raggiungere Emplate utilizzando la sua forma eterea risulta diventare la soluzione al problema. Offertasi volontaria, Rogue assorbe i poteri della ragazza penetrando nella casa del nemico prima di venire scoperta e cacciata da alcune creature in grado di ferirla nel suo nuovo stato. Riuscita fortunatamente a scampare al loro inseguimento, s'introduce nel corpo di Bling con il quale attacca Emplate venuto a cibarsi della ragazza prima di ucciderla, ma viene tuttavia bloccata nella mortale morsa delle sue mani provviste di fauci. A causa della natura dei loro poteri, nessuno dei due riesce a sopraffare l'altro fino a quando il navigatore della casa di Emplate, obbedendo agli ordini ricevuti da Rogue, non trasporta la casa su Utopia ponendo fine all'infruttuoso scontro in tempo perché la forma eterea della ragazza ritorni nel suo corpo. Attivata la griglia di contenimento ideata dall'X-Club gli X-Men riescono a intrappolarlo temporaneamente nella loro dimensione tanto a lungo da permettere a Bling di vendicarsi prima di rispedirlo indietro confinandolo fra i mostri.
All'insaputa di tutti intanto, il lato oscuro di Gambit emerso durante la trasformazione in Morte, Cavaliere di Apocalisse, ritorna prepotentemente in scena portandolo a mutare il suo aspetto e i suoi poteri rendendoli molto più letali e pericolosi.

### Nation X: X-Factor
Invitati a visitare Utopia, i membri di X-Factor si sparpagliano sull'isola per cercare di ambientarsi ed eventualmente rimanere. Mentre Layla Miller sorprende Ciclope con il suo ritorno dal futuro, Monet e Siryn riabbracciano Danielle Moonstar e Longshot rivede Dazzler. Ancora stupiti di come gli X-Men abbiano accolto fra le loro file Magneto e Namor, Uomo Multiplo e Layla mettono in discussione Utopia profetizzando che non durerà. All'esterno del complesso, intanto, Shatterstar si imbatte in Boom-Boom salutandola con un bacio che esaspera ancora di più Rictor e Darwin a passeggio con Xavier intravede una strana donna: sottrattole il libro sul quale prendeva appunti ne scatena l'ira facendo sì che riveli di essere Crone, la scriba degli Altri, il cui compito è annotare tutti gli episodi di discriminazione che hanno portato alla reclusione di un certo tipo di popolazione (era presente quando il Ghetto di Varsavia fu abbandonato e dato alle fiamme). Impegnati tutti gli X-Men in uno scontro, Darwin e Namor recuperano il suo libro caduto in acqua e glielo restituiscono placandola. Grata, Crone propone a Ciclope di rivelargli perché Utopia non si realizzerà ma questi rifiuta permettendole di abbandonare l'isola pochi minuti prima che anche X-Factor faccia lo stesso per tornare a New York City.

### Deadpool
Deadpool, in preda ad uno dei suoi soliti conflitti interiori con le "voci" nella sua testa, decide di dirigersi a San Francisco per unirsi agli X-Men credendo finalmente di potersi integrare in una comunità. Rifiutata la sua richiesta, Ciclope lo allontana da Utopia poco prima di venire a conoscenza delle numerose interviste rilasciate dal padre di Mercury in cui sostiene che gli X-Men stiano trattenendo sua figlia, minorenne, contro la sua volontà. Convinto da Wolverine della pericolosità della mente di Wade quando viene deluso o rifiutato, Ciclope accetta di ammetterlo dopo un periodo di prova e affida a Domino il compito di supervisionarlo ignorando che oltre a pretendere di indossare una uniforme da lui confezionata, Deadpool ha in mente di assassinare il padre Mercury per risolvere il problema della cattiva pubblicità ai danni degli X-Men. Rintracciato l'uomo in uno studio televisivo, il tentativo di assassinio viene fermato da Domino che flirtando con lui lo invita nella sua stanza d'albergo, lo seda e lo lega al letto prima di ritornare su Utopia e fare rapporto; origliando una conversazione fra Ciclope e Wolverine, viene a conoscenza della loro intenzione di rimuoverlo dalla scena, e incredula si affretta a ritornare alla sua stanza per farlo fuggire poco prima che Wolverine si presenti alla porta proclamando di voler portare Deadpool con sé in una missione in Cina finché le acque non si fossero calmate a S.F. Preoccupati per la vita del padre di Mercury, i due si mettono alla sua ricerca trovandolo assieme a un paio di agenti H.A.M.M.E.R. di scorta in una delle stazioni della metropolitana in cui nel giro di qualche minuto si scatena il caos obbligando tutti i suoi occupanti a dirigersi in superficie dove davanti alle telecamere il padre di Mercury (tenuto sotto tiro da Deadpool) confessa di aver orchestrato il tutto dietro ordine di Norman Osborn che aveva rilevato la sua società salvandolo dalla bancarotta. Per evitare di essere associati al comportamento di Deadpool, con ancora indosso la sua uniforme da X-Man, Ciclope lo obbliga a scontrarsi con Colosso e Surge prima di affermare in diretta TV la sua non appartenenza al gruppo mutante. Riappacificatisi alla stazione degli autobus, Ciclope lo invita a non tornare nella sua città ammettendo però che possiede un certo stile.

### Nation X
- A Colosso, preda della tristezza per gli amici defunti, viene chiesto da Magik di insegnare ai Nuovi Mutanti il funzionamento di un trattore di modo che possano continuare la loro opera di giardinaggio. Intrappolato nei ricordi delle loro vite prima degli X-Men, la sorella gli chiede di imparare a dimenticarli per ritornare ad essere felice
- Uomo Ghiaccio, caduto nella routine quotidiana fatta di produzione di acqua per la sopravvivenza e battute ironiche su Namor, si ritrova a dover rassicurare una titubante Stinger a proposito delle condizioni di sicurezza del genere mutante su Utopia. Tuttavia, contrariamente al buonumore manifestato, sente l'approssimarsi della fine per la sua specie.
- Magneto decide di aiutare i giovani mutanti a liberare Mercury tenuta prigioniera da un fantasma all'interno dei labirintici tunnel al di sotto di Utopia. Nel corso della spedizione di recupero si imbatte però in un ologramma registrato anni addietro da se stesso rendendosi conto di non essere più l'uomo che era. Liberata la ragazza riporta tutti in superficie[5].
- Wolverine e Nightcrawler, di ritorno a S.F. con un camion pieno di carburante, discutono della guida di Ciclope sulla comunità mutante. A dispetto delle passate controversie, Wolverine si mostra fiducioso nelle capacità del loro leader di guidarli attraverso i pericoli del mutato scenario sociopolitico[6].
- Jubilee, ancora triste per la perdita dei poteri, si incontra al porto di S.F. con i New X-Men per farsi raccontare la vita su Utopia. Interrotta da Surge, che ordina agli amici di ritornare sull'isola, Jubilee le spiega che anche se non è più una mutante si sente ancora tale e non rinuncerà a mettersi in prima linea se necessario. Prima di lasciare S.F., affida ad un marinaio in procinto di salpare per Utopia una lettera da consegnare a Wolverine in cui esprime il suo desiderio di essere ancora in sua compagnia.
- Martha Johansson viene prescelta da Quentin Quire come sua nemesi durante il processo di distruzione di Utopia in sette minuti e mezzo che ha ideato dopo essersi stufato di vivere all'interno di un contenitore. Incapacitata a muoversi, Martha prende possesso di Uomo Ghiaccio e Warpath per avvertire gli X-Men del pericolo ma entrambe le volte viene sconfitta. Rivoltasi, ad otto secondi dalla distruzione, alle Naiadi riesce a salvare l'isola e i suoi abitanti[7].
- Northstar, dietro consiglio di Ciclope, tenta di conciliare la sua vita privata con quella supereroistica invitando il suo fidanzato su Utopia. Spostatisi al porto, dopo essere stati attaccati, i due decidono di provare a far funzionare la loro relazione a distanza su un terreno comune[7].
- Gambit, visto in malo modo a causa del suo recente passato da Marauder, decide di lasciare Utopia per schiarirsi le idee. Giunto al porto sventa la rapina ai danni di uno degli approvvigionatori dell'isola e poiché il suo aereo è danneggiato si offre di riportare sull'isola la scorta di carta igienica[7].
- Corazza, furiosa con Danger per la sua posizione di guardiana del Carcere X, comincia uno scontro che si risolve quando l'androide le rivela di provare uno strano sentimento nei confronti di Wing. Identificatolo come "senso di colpa", Corazza decide di portarla a spasso per l'isola per aiutarla a superarlo e comprendere la natura dei mutanti.
- Anole, infastidito dal compito di coltivare aree di Utopia per renderla bio-sostenibile ed autonoma, viene spedito da Magik nel deserto per cinque giorni. Andatolo a riprendere la ragazza afferma che era stanca di averlo intorno e che la lezione da lui snocciolatole sulla possibilità che i loro nemici potessero tagliar loro i viveri non le aveva neanche sfiorato la mente. Di ritorno sull'isola, Anole si mostra volenteroso di aiutare i Nuovi Mutanti a coltivare[8].
- Madison Jeffries, al funerale di Diamond Lil, ripercorre la loro vita insieme fin dal giorno del suo arrivo su Utopia: da sempre incolpatosi del fallimento del loro matrimonio decide di tenersi lontano da lei ritirandosi in laboratorio fino a quando la stessa Lil non lo forza ad ammettere di provare ancora dei sentimenti nei suoi confronti. Un'ora dopo aver fatto sesso e deciso di dare un'altra chance al loro matrimonio, Lil muore per mano di Mortis[8].
- Cannonball cerca di rimediare all'incidente accorso a Surge durante un allenamento scrivendo il cielo le scuse della ragazza per aver quasi colpito un jet dell'aviazione militare. Fraintendendo, il soldato chiede il permesso di ingaggiare battaglia e solo quando una delle sue armi sperimentali mette fuori uso un'ala, comprende le buone intenzioni di Cannonball che lo aiuterà ad atterrare sano e salvo ed evitare un incidente diplomatico[8].
- Doop sogna di essere un investigatore incaricato da Ciclope di individuare eventuali potenziali assassini su Utopia. Tuttavia ciò si rivela essere un sogno di Wolverine, che in realtà è un altro sogno fatto da Doop mentre si trova in una stanza d'albergo assieme alla sua fidanzata che si rivela essere un altro sogno-nel-sogno in cui lui è la ragazza[9].
- Emma Frost annoiata dalla monotonia di Utopia, viene invitata da Ciclope a prendersi maggior cura delle Naiadi che stanno causando parecchi problemi agli altri ragazzi infliggendo visioni di film horror nelle loro menti. Ricordando il suo passato periodo a Genosha, affida alle tre ragazze il compito di supervisionare l'ammissione di mutanti sull'isola e l'istruzione sui concetti base dell'essere un mutante. Discutendo con Ciclope a fine giornata, afferma che se sottoposti a pressione i diamanti diventano più forti e così lei[9].
- Warpath, incaricato di sorvegliare il magazzino delle provvigioni, viene svegliato dall'ingresso di Match, Rockslide e Loa alla ricerca di gelato. Messi fuori combattimento i primi due, scende a compromessi con la terza quando questa minaccia di scioglierli la cavità toracica. Accortosi che mentre parlava masticava qualcosa, Rockslide lo accusa di aver anche lui rubato del cibo[9].
- Namor, ormai stanco di prendere ordini da Ciclope e della deprimente vita su Utopia, confida a Tempesta di aver deciso di abbandonare l'isola perché, come lei, si vede solo come un mezzo per garantire la sopravvivenza dei suoi abitanti. Infuriata con lui, la donna lo richiama all'ordine affermando che in tempi difficili le figure di coloro che provvedono ai bisogni del proprio popolo sono quelle ricordate con più ammirazione. Colpito nell'orgoglio, Namor s'immerge ritornando in superficie con un pesce gigante che Wolverine affetta[9].